# Ernst Wilhelm Mänken
Ernst Wilhelm „E. W.“ Mänken (* 1924 oder 1925) ist ein deutscher Journalist und Autor von Sachbüchern.

## Werdegang
Während des Zweiten Weltkriegs diente Mänken als Stuka-Pilot. In der jungen Bundesrepublik lebte er u. a. als freischaffender Journalist in Siegen, wo er in der ersten Jahreshälfte 1958 die illustrierte Wochenschau „Siegener Neue Zeitung“ gründete. Diese wurde nach 25 Ausgaben im Oktober desselben Jahres wieder eingestellt. 1962 stieg er als Redakteur beim Industriekurier ein, dessen Leitung er als Chefredakteur 1967 gemeinsam mit Hans Mundorf übernahm. Drei Jahre später wurde im Dissens von Verleger Manfred Droste seines Amtes enthoben. 1982 gründete er ein nach ihm benanntes Redaktionsbüro, dessen Leitung er 75-jährig im September 1999 an seinen Sohn abgab.
Über seine journalistische Tätigkeit hinaus betätigte sich Mänken zudem als Sachbuchautor.

## Veröffentlichungen (Auswahl)
- Sozialistische Marktwirtschaft, Deutscher Industrieverlag, Köln1965[5]
- Gespräch mit Rolf Spaethen, Becker & Wrietzner Verlag, Düsseldorf 1966[6]
- mit Siegfried Balke, Otto Brenner und Hans Mundorf: Die Unternehmer und die Kontrolleure, Becker & Wrietzner Verlag, Düsseldorf 1966[7]
- Begegnung mit der Presse : Unternehmer im Umgang mit Reportern und Redakteuren, Deutscher Instituts-Verlag, Köln 1973[8]
- Mitarbeiterzeitschriften noch besser machen – Kritik und Ratschläge aus der Praxis für die Praxis, 2., durchgesehene Auflage, VS Verlag für Sozialwissenschaften, Wiesbaden 2009, ISBN 978-3-531-16293-5.